# Human resource
Human resource eller HR er de mennesker der udgør arbejdskraften i en organisation, forretningssektor, branche eller økonomi. Et snævrere koncept er humankapital, den viden og de færdigheder individet styrer. Lignende begreber inkluderer mandskab, arbejdsstyrke, personale, medarbejdere eller blot folk.

## Human resource afdelingen
Human resource afdelingen (HR-afdelingen) af en organisation udfører human resource management, fører tilsyn med beskæftigelse, såsom overholdelse af arbejdsret og beskæftigelsesstandarder, jobsamtaler, administration af frynsegoder, organisering af medarbejderregistrering, nogle aspekter af rekruttering og medarbejder off-boarding. HR-afdelingen fungerer som link mellem organisationens ledelse og de ansatte.
Opgaverne inkluderer planlægning, rekruttering og udvælgelsesprocesser, publicering af jobannoncer, evaluering af medarbejderpræstationer og resumé. Jobansøgere: programsætning af samtaler, assistere i processen og sikre baggrundstjek. En anden arbejdsfunktion er lønningslisten og administration af benefits, det omfatter ferie, sygdom, gennemgang af lønsedler og godkendelse af fakturaer. HR-afdelingen koordinerer også medarbejderrelaterede aktiviteter og programmer.